# Contea di Monroe (Iowa)
La contea di Monroe (in inglese Monroe County) è una contea dello Stato dell'Iowa, negli Stati Uniti. La popolazione al censimento del 2000 era di 8 016 abitanti. Il capoluogo di contea è Albia.